# Duisburger SV 1900
Der Duisburger SV 1900 (offiziell: Duisburger Spielverein 1900 e. V.) ist ein Sportverein aus dem Duisburger Stadtteil Wanheimerort. Der Verein wurde am 21. Juli 1900 gegründet und bietet die Sportarten Fußball und Damengymnastik an. Die erste Fußballmannschaft spielte ein Jahr in der höchsten niederrheinischen Amateurliga.

## Geschichte
Der Verein wurde am 21. Juli 1900 als Spiel- und Sportverein Germania Duisburg gegründet. Am 2. August 1924 fusionierte dieser mit dem FC Vorwärts Duisburg zum Duisburger Sport-Club 1900. Ihm schloss sich 1927 der achtjährige, nachmalige „Fußballgott“ Toni Turek an, der 1938 zum benachbarten Gauligisten Duisburger TuS 1848/99 wechselte. Den Fußballern gelang im Jahre 1931 der Aufstieg in die seinerzeit erstklassige Bezirksliga Niederrhein. Zwei Jahre später wurde als neue höchste Spielklasse die Gauliga Niederrhein eingeführt. Der DSC 1900 wurde jedoch nicht in die zweitklassige Bezirksklasse aufgenommen und rutschte in die Drittklassigkeit. Diese blieb, abgesehen von 1934 bis 1936, bis zum Ende des Zweiten Weltkrieges die sportliche Heimat der Mannschaft.
Nach Kriegsende spielte der DSC zunächst in der Bezirksklasse und musste 1948 den Gang in die Kreisklasse antreten. Nach dem direkten Wiederaufstieg 1952 Vizemeister hinter dem 1. FC Styrum. Drei Jahre später wurden die Duisburger Meister und stiegen in die Landesliga auf, die seinerzeit die höchste Amateurliga bildete. In der Landesligasaison 1955/56 ging es um die Qualifikation für die neu geschaffene Verbandsliga Niederrhein, die der DSC als Tabellensiebter knapp verpasste. Bis 1959 hielt sich die Mannschaft in der Landesliga, ehe es erneut in die Bezirksklasse zurückging. Dort schaffte die Mannschaft den direkten Wiederaufstieg.
Vier Jahre lang hielten sich die Wanheimerorter in der Landesliga, ehe es im Jahre 1964 wieder zurück in die Bezirksklasse ging. Zu dieser Zeit verhandelte der DSC mit dem Duisburger FV 08 über eine Fusion, die von den Mitgliedern des DSC jedoch abgelehnt wurde. Nach mehreren gescheiterten Versuchen gelang erst im Jahre 1968 der Wiederaufstieg in die Landesliga. Im Sommer 1969 erfolgte die Umbenennung in Duisburger Spielverein 1900. Hintergrund war die Fusion des Duisburger Spielvereins mit dem TuS Duisburg 48/99 zu Eintracht Duisburg fünf Jahre zuvor. Viele Anhänger des Spielvereins lehnten die Fusion ab und wendeten sich dem DSC 1900 zu.
Gleich in der ersten Saison unter dem neuen Namen wurde der DSV Vierter der Landesliga. Dennoch ging es 1973 wieder zurück in die Bezirksklasse. Gleichzeitig bezog der Verein seine heutige Spielstätte in der Bezirkssportanlage Düsseldorfer Straße. Im Jahre 1975 stand die Mannschaft von Trainer Günter Brocker kurz vor dem Wiederaufstieg in die Landesliga, verlor allerdings das Entscheidungsspiel gegen die punktgleiche Mannschaft vom SuS 09 Dinslaken mit 0:2. Schließlich schaffte der DSV im Jahre 1981 den Sprung in die Landesliga, die in den 1980er Jahren zur sportlichen Heimat des Vereins wurde. Finanzielle Schwierigkeiten führten im Jahre 1994 zum Abstieg in die Bezirksliga. Erst im Jahre 2006 gelang der Wiederaufstieg in die Landesliga, ehe es 2022 wieder runter in die Bezirksliga ging.

## Persönlichkeiten
- Helmut Balke
- Günter Brocker
- Marvin Ellmann
- Daniel Embers
- Paul Josten
- Jörg Kessen
- Ralf Kessen
- Bernd Lehmann
- Hans Lohmann
- Detlef Müller
- Alfred Preißler
- Manfred Rummel
- Gerd Schönknecht
- Toni Turek